# Félix Fries
Pour les articles homonymes, voir Fries.
Félix Fries (1800-1859) est un architecte français qui fut architecte en chef de la ville de Strasbourg de 1844 à 1854. On lui doit de nombreux bâtiments classés à Strasbourg mais aussi dans d'autres villes d'Alsace comme Mulhouse.
Il est l'un des pionniers de la construction de gares en ayant réalisé les dessins de presque toutes les gares du chemin de fer de Strasbourg à Bâle de Nicolas Koechlin.

## Biographie
Félix Fries est né à Strasbourg le 7 octobre 1800.
De 1820 à 1825, il étudie l'architecture aux Beaux-Arts de Paris, où il est l'élève de Huyot. Il remporte le deuxième grand prix d'architecture de l'Académie royale des Beaux-arts, derrière Joseph-Louis Duc, le 24 septembre 1825 (Prix de Rome).
De 1826 à 1829, il réalise, avec Jean Geoffroy Stotz un nouveau quartier de Mulhouse, dans le Style Empire.
En 1832, il est nommé au poste d'architecte adjoint de la ville de Strasbourg. De 1835 à 1837 il est l'architecte de la Cathédrale Notre-Dame de Strasbourg en tant qu'architecte de la ville par intérim.
À la fin des années 1830, il réalise les dessins des bâtiments des stations du chemin de fer de Strasbourg à Bâle des plus importantes comme la gare de Mulhouse aux plus petites, dans le Haut-Rhin il est secondé par Frédéric Gunther.
Il meurt à Strasbourg le 16 juin 1859

## Réalisations

### Immeubles inscrits à l'inventaire supplémentaire des monuments historiques de Mulhouse
- Immeuble au 1, rue du Havre

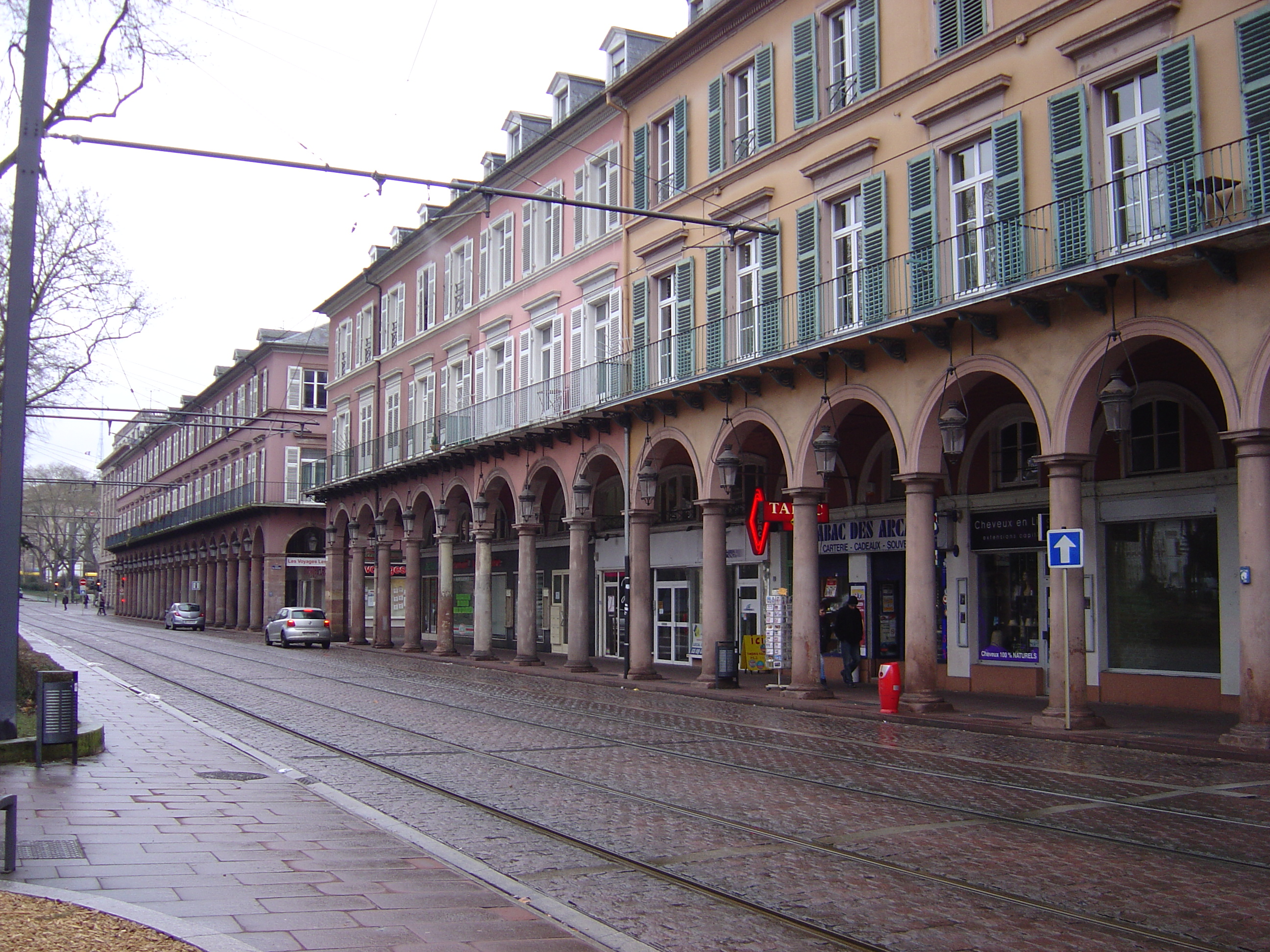
Immeubles de Félix Fries à Mulhouse

- Immeuble au 5, avenue du Maréchal-Foch
- Immeubles aux 6-8, avenue du Maréchal-Joffre
- Immeuble au 7, avenue du Maréchal-Foch
- Immeuble au 9, avenue du Maréchal-Foch
- Immeuble au 10, avenue du Maréchal-Foch
- Immeuble au 11, avenue du Maréchal-Foch
- Immeuble au 13, avenue du Maréchal-Foch
- Immeuble au 14, avenue du Maréchal-Foch
- Immeuble au 15, avenue du Maréchal-Foch
- Immeuble au 16, avenue du Maréchal-Foch
- Immeuble au 17, avenue du Maréchal-Foch
- Immeuble au 6, place de la République
- Immeubles aux 6-12, rue de la Bourse

## Galerie de photographies

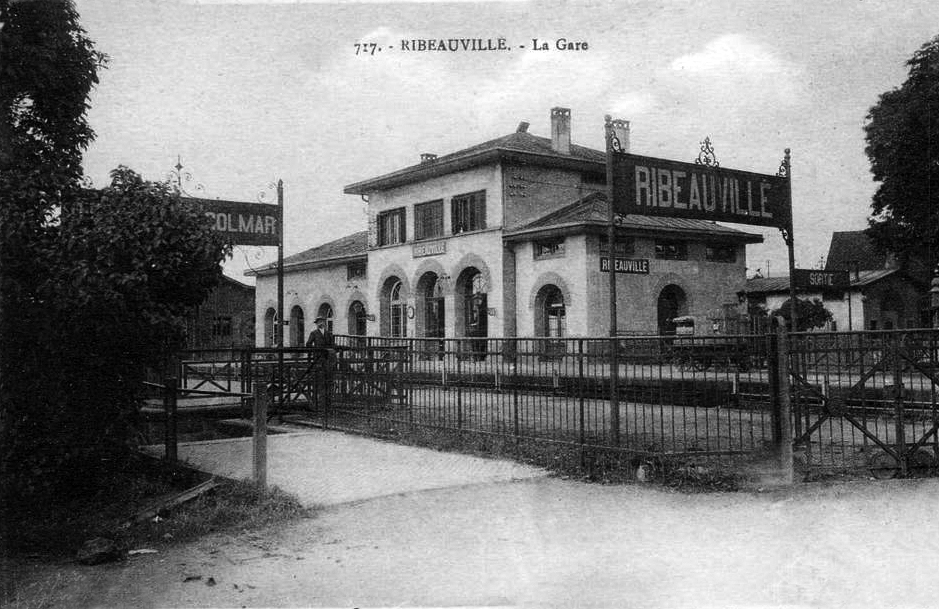
Ancienne gare de Ribeauvillé
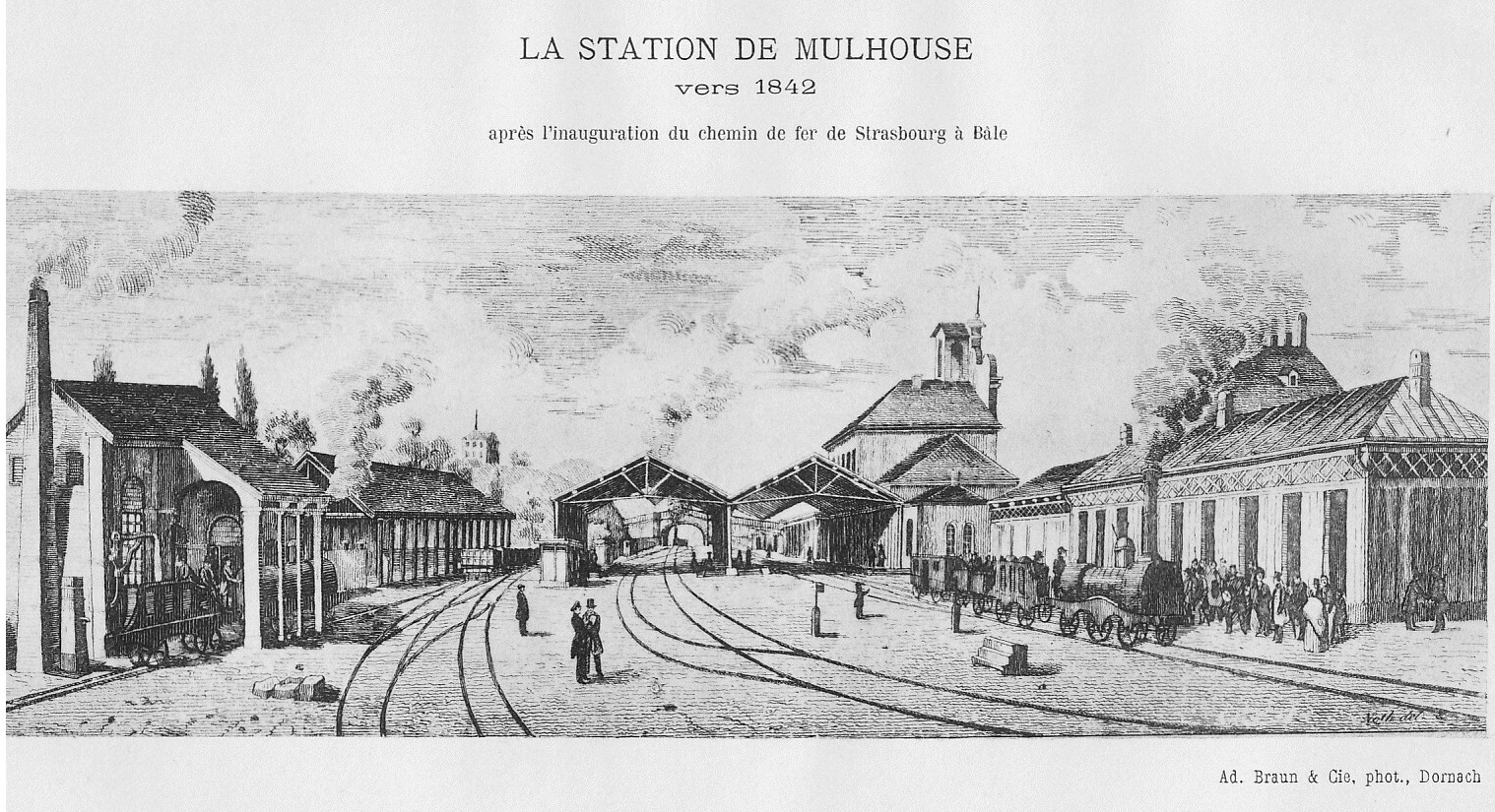
Ancienne gare de Mulhouse